# Magstadt

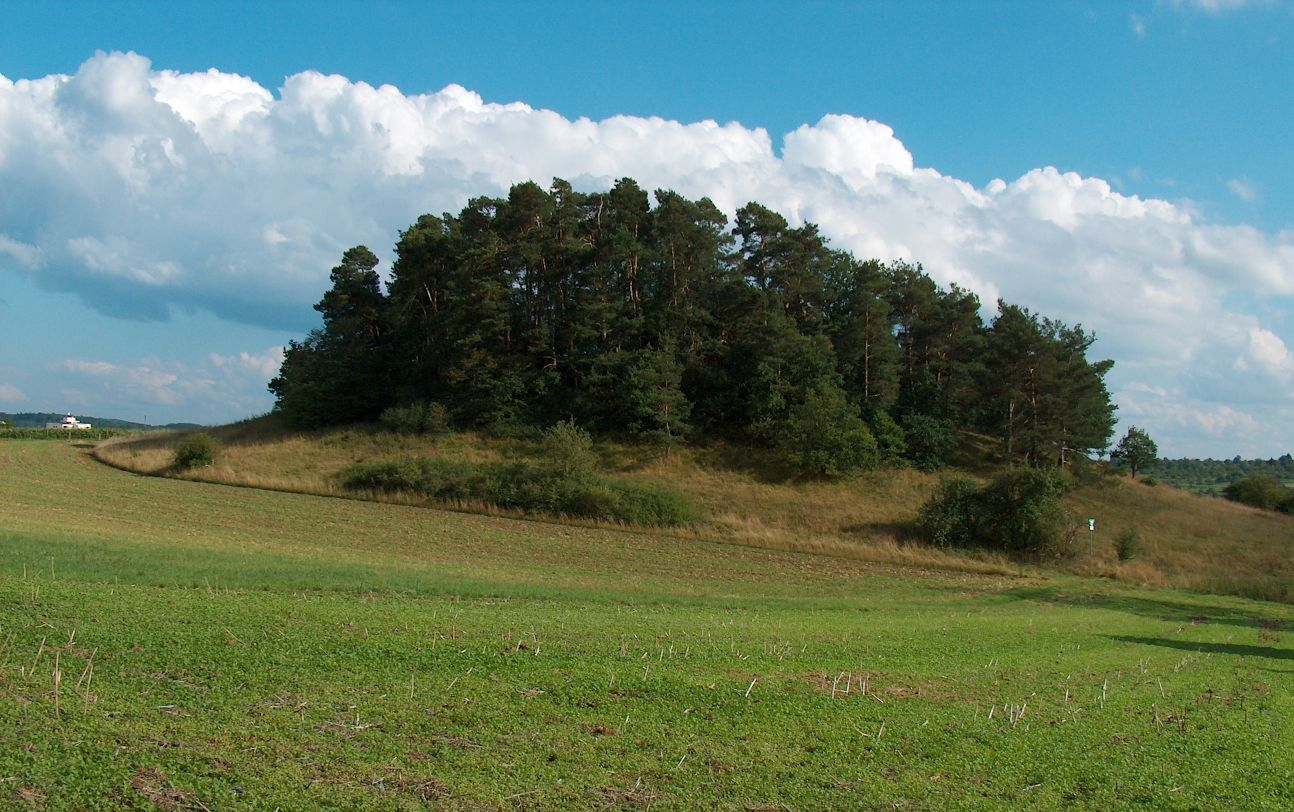
Pomnik przyrody Ratberg

Magstadt – miejscowość i gmina w Niemczech, w kraju związkowym Badenia-Wirtembergia, w rejencji Stuttgart, w regionie Stuttgart, w powiecie Böblingen. Leży w Heckengäu, ok. 9 km na północ od Böblingen.

## Demografia
| Rok  | Liczba mieszkańców |
| ---- | ------------------ |
| 1525 | 500                |
| 1634 | 800                |
| 1655 | 400                |
| 1823 | 2 000              |
| 2005 | 8 930              |

## Współpraca
Miejscowości partnerskie:
- Bernsdorf, Saksonia
- Celenza sul Trigno, Włochy